# Destiny (小倉唯の曲)
「Destiny」（デスティニー）は、日本の声優・歌手である小倉唯の楽曲で、2019年10月30日にKING AMUSEMENT CREATIVEより発売された10枚目のシングル。織田あすかが作詞を、上松範康が作曲を手掛けた。

## 概要
前作『永遠少年』から約1年3ヶ月ぶりのリリース。表題曲は、テレビアニメ『Z/X Code reunion』オープニングテーマとして使用された。
期間限定盤（KICM-91987）と通常盤（KICM-1988）の2形態で発売された。期間限定盤は表題曲「Destiny」のミュージックビデオ、およびメイキング映像を収録したDVDが同梱された2枚組である。

## 背景、制作
2019年5月4日開催の「小倉唯 LIVE TOUR 2019「Step Apple」」ファイナル公演にて、上松範康の作曲による本シングルの制作が発表された。6月16日、「ゼクストリーム 2019.SUMMER in 秋葉原」にて『Z/X Code reunion』オープニングテーマのタイアップであることを発表。同作品の作画を担当する漫画家の藤真拓哉が、「小倉と上松のタッグで主題歌を聴きたい」と提案して、実現に至った。
小倉にとって今作「Destiny」は「Future Strike」以来のロックナンバー曲となる。制作は、曲作りをほぼ上松に一任したが、曲名については小倉が「運命（Destiny）」に拘った。カップリング曲の「赤いリボン」は、青い糸をテーマにした「Destiny」とは対照的に、赤い糸をイメージしたミディアムテンポのラブソングになっている。

## シングル収録内容
| #         | タイトル                       | 作詞             | 作曲      | 編曲      | 時間  |
| --------- | ------------------------------ | ---------------- | --------- | --------- | ----- |
| 1.        | 「Destiny」                    | 織田あすか       | 上松範康  | 岩橋星実  | 4:34  |
| 2.        | 「赤いリボン」                 | 小倉唯、塚田耕平 | 塚田耕平  | 塚田耕平  | 5:28  |
| 3.        | 「Destiny」(off vocal ver.)    |                  |           |           | 4:32  |
| 4.        | 「赤いリボン」(off vocal ver.) |                  |           |           | 5:26  |
| 合計時間: | 合計時間:                      | 合計時間:        | 合計時間: | 合計時間: | 20:00 |

| #  | タイトル                 | 作詞 | 作曲・編曲 |
| -- | ------------------------ | ---- | ---------- |
| 1. | 「Destiny」(MUSIC VIDEO) |      |            |
| 2. | 「Destiny」(MAKING)      |      |            |

| #  | タイトル             | 作詞 | 作曲・編曲 | 時間 |
| -- | -------------------- | ---- | ---------- | ---- |
| 1. | 「Destiny」(TV size) |      |            | 1:33 |

## 収録アルバム
| 曲名    | 収録アルバム | 発売日        |
| ------- | ------------ | ------------- |
| Destiny | 『Tarte』    | 2022年2月16日 |

## テレビ番組
今作でシングル10作目の節目を迎えることを記念したインタビュー番組『小倉唯「Destiny」スペシャル -10th Single Anniversary-』が2019年11月9日にスペースシャワーTVプラスにて放送された。ソロデビューシングル「Raise」から今作「Destiny」までのミュージックビデオ撮影の裏話を中心に自身のこれまでの音楽活動を語る。さらに、ミュージックビデオの未公開シーンも番組内で初公開された。番組のナレーターは岡本寛志。